# IC 3497
IC 3497 је појединачна звијезда у сазвјежђу Береникина коса која се налази на листи објеката дубоког неба у Индекс каталогу.
Деклинација објекта је + 25° 29' 19" а ректасцензија 12h 33m 28,5s.